# Ewa Różańska
Ewa Różańska (* 22. Dezember 2000) ist eine polnische Leichtathletin, die, nachdem sie als Jugendliche im Kugelstoßen und im Diskuswurf antrat, sich mittlerweile auf den Hammerwurf spezialisiert hat. 2022 wurde sie bei den Europameisterschaften in München Vizeeuropameisterin.

## Sportliche Laufbahn
Ewa Różańska bestritt im Jahr 2015 ihre ersten internationalen Wettkämpfe, damals noch im Kugelstoßen. 2016 wurde sie im Kugelstoßen polnische U18-Meisterin und gewann bei den gleichen Meisterschaften Silber im Diskauswurf. In beiden Disziplinen trat sie im Sommer bei den U18-Europameisterschaften in Tiflis an. Im Kugelstoßen belegte sie im Finale den achten Platz, mit dem Diskus landete sie auf dem zehnten Rang. Ein Jahr später trat sie erneut in bei den Disziplinen bei den U18-Weltmeisterschaften in Nairobi an. Im Kugelstoßen belegte sie im Finale den sechsten Platz. Mit dem Diskus konnte sie ebenfalls das Finale erreichen. Darin warf sie die Scheibe auf 45,31 m, womit sie den achten Platz belegte. Ab 2018 startete sie in der Altersklasse U20 und absolvierte nun erste Wettkämpfe im Hammerwurf auf nationaler Ebene. So konnte sie im Kugelstoßen polnische U20-meisterin werden und mit der Hammer die Silbermedaille gewinnen. 2019 gewann sie mit der Kugel und dem Hammer jeweils die nationalen Juniorenmeistertitel. Im Hammerwurf steigerte sie sich auf 61,20 m. In beiden Disziplinen trat sie im Sommer bei den U20-Europameisterschaften in Schweden an. Mit der Hammer verpasste sie zwar den Einzug in das Finale, konnte im Kugelstoßen allerdings den sechsten Platz belegen. 2020 erreichte sie in beiden Wurfdisziplinen vordere Plätze bei ihrer erstmaligen Teilnahme an den polnischen Meisterschaften der Erwachsenen. 2021 steigerte sie ihre Bestweite im Hammerwurf auf 67,46 m. Im Sommer trat sie in dieser Disziplin bei den U23-Europameisterschaften in Tallinn an und belegte den sechsten Platz.
2022 warf Różańska Ende Mai den Hammer erstmals über die Marke von 70 Metern. Später wurde sie polnische Vizemeisterin und qualifizierte sich für die Europameisterschaften in München, ihre ersten internationalen Meisterschaften im Erwachsenenbereich. Dort gelang es ihr problemlos das Finale zu erreichen. Darin stellte sie mit einem Wurf auf 72,12 m eine neue Bestweite auf konnte damit in ihrem ersten großen Meisterschaftsfinale auf Anhieb die Silbermedaille hinter der Rumänin Bianca Ghelber gewinnen.

## Wichtige Wettbewerbe
| Jahr              | Veranstaltung             | Ort               | Platz               | Disziplin          | Weite             |
| Startet für Polen | Startet für Polen         | Startet für Polen | Startet für Polen   | Startet für Polen  | Startet für Polen |
| ----------------- | ------------------------- | ----------------- | ------------------- | ------------------ | ----------------- |
| 2016              | U18-Europameisterschaften | Tiflis            | 8.                  | Kugelstoßen (3 kg) | 15,81 m           |
| 2016              | U18-Europameisterschaften | Tiflis            | 10.                 | Diskuswurf         | 41,93 m           |
| 2017              | U18-Weltmeisterschaften   | Nairobi           | 6.                  | Kugelstoßen (3 kg) | 15,79 m           |
| 2017              | U18-Weltmeisterschaften   | Nairobi           | 8.                  | Diskuswurf         | 45,31 m           |
| 2019              | U20-Europameisterschaften | Borås             | 6.                  | Kugelstoßen        | 15,32 m           |
| 2019              | U20-Europameisterschaften | Borås             | 6. (2. Qualigruppe) | Hammerwurf         | 58,80 m           |
| 2021              | U23-Europameisterschaften | Tallinn           | 6.                  | Hammerwurf         | 64,25 m           |
| 2022              | Europameisterschaften     | München           | 2.                  | Hammerwurf         | 72,12 m           |

## Leistungsentwicklung
- 2018: 55,39 m
- 2019: 61,20 m
- 2020: 63,81 m
- 2021: 67,46 m
- 2022: 72,12 m